# 希尔岑海恩
希尔岑海恩是德国黑森州的一个市镇。总面积16.11平方公里，总人口2797人，其中男性1376人，女性1421人（2011年12月31日），人口密度174人/平方公里。